# Ровере Веронезе
Роверѐ Веронѐзе (на италиански и на венециански: Roveré Veronese, на местен диалект: Roverait, Роферайт) е село и община в Северна Италия, провинция Верона, регион Венето. Разположено е на 843 m надморска височина. Населението на общината е 2115 души (към 2015 г.).